# Berberis xinganensis
Berberis xinganensis là một loài thực vật có hoa trong họ Hoàng mộc. Loài này được G.H.Liu & S.Q.Zhou mô tả khoa học đầu tiên năm 1990.